# موسیقی در عربستان سعودی
موسیقی عربستان سعودی شامل موسیقی غربی و سنتی در عربستان سعودی است. برجسته‌ترین موسیقی‌دان در تاریخ معاصر عربستان طارق عبدالجاکم است که صدها ترانه معروف سعودی را نوشته که خود یا دیگر خوانندگان آنها را خوانده‌اند. سراج عمر پس از نوشتن موسیقی سرود ملی عربستان به آهنگسازی بسیار برجسته تبدیل شد. در سال ۱۹۹۹، محمد عبده مشهورترین خواننده جهان عرب و طلال مداح که در اوت ۲۰۰۰ هنگام آواز خواندن در جشنواره تابستان در صحنه تئاتر المفتاحه در منطقه جنوب عربستان سعودی درگذشت. در اولین جشنواره پیشگامان عرب، که تحت حمایت اتحادیه عرب در قاهره برگزار شد، از چهار آهنگساز برجسته در عربستان سعودی تجلیل شد: طارق عبدالحکیم، قاضی علی، محمد آلسنان و محمد شفیق. 

## بررسی اجمالی
موسیقی سنتی عربستان بسیار محدود است که از دلایل آن سبک زندگی مهاجرتی و بادیه‌نشینی است که جابه‌جایی بار اضافی، از جمله سازهای موسیقی را سخت می‌کند. در این موسیقی از ریتم‌های که با دست یا زدن وسایل روزمره به هم ساخته شده استفاده می‌شود و از سازهایی مانند نی یا ربابای زهی استفاده می‌شود.
دلیل دیگر محدود بودن موسیقی در عربستان سعودی، حرام شمردن و گناه دانستن آن از طرف برخی مسلمانان است که از جمله آنها می‌توان به صلاح البودیر، امام مسجد جامع مدینه اشاره کرد. این مسلمانان به احادیثی اشاره دارند که نظر منفی دربارهٔ سازهای غیرضربی می‌دهد، و معتقدند که موسیقی و هنر توجه به خدا را کاهش می‌دهد. برخی از مسلمانان نیز معتقدند که صحبت از زنان در موسیقی گناه است.
سامری یک موسیقی و رقص سنتی محبوب در منطقه نجد است.
عمر بسعد به عنوان بهترین دی جی سعودی و تهیه‌کننده موسیقی رقص الکترونیکی در سال ۲۰۱۲، توسط Saudi Gazette انتخاب شد. وی به عنوان اولین تولیدکننده رسمی EDM عربستان (موسیقی رقص الکترونیکی) به نمایندگی از عربستان سعودی در سطح بین‌المللی شرکت کرد.
عتاب اولین خواننده زن عربستان سعودی بود.

## موسیقی راک / متال
هنرمندان راک و متال از عربستان سعودی عبارتند از:
| - The AccoLade - ال-نمرود - Breeze of the Dying - Creative Waste - Crescent Light - Cribcaged - Deathless Anguish - Disturb the Balance - Final Serenade - Flesh Laceration - Forgotten - Grieving Age - Hed2Ground - Immortal Pain | - Inversion - Mephisophilus - Myth - Octum - Outlive - PhiViper - Premonition - Rivers Running Red - Sandstoned (disbanded) - Sound of Ruby - The Empty Quarter - Wry Wreathe - Wasted Land |